# Gračac (gmina Vrnjačka Banja)
Gračac (cyr. Грачац) – wieś w Serbii, w okręgu raskim, w gminie Vrnjačka Banja. W 2011 roku liczyła 1833 mieszkańców.